# 圖里亞波利亞納
48°41′57″N 22°48′20″E / 48.69917°N 22.80556°E
圖里亞波利亞納（烏克蘭語：Тур'я Поляна）是烏克蘭西部的村莊，隸屬外喀爾巴阡州的烏日霍羅德區。該村面積7.78平方公里，海拔高度287米，2001年人口1,455，人口密度每平方公里187人。